# Grávalos
Grávalos ist ein Ort und eine zur bevölkerungsarmen Serranía Celtibérica gehörende Gemeinde (municipio) mit insgesamt nur noch 185 Einwohnern (Stand: 2024) im Südosten der Autonomen Gemeinschaft La Rioja im Norden Spaniens. 

## Lage und Klima
Grávalos liegt in der Übergangszone vom Iberischen Gebirge im Süden zum Ebro-Tal im Norden und gut 70 km (Fahrtstrecke) südöstlich der Provinzhauptstadt Logroño in einer Höhe von ca. 750 m; bis nach Saragossa sind es weitere 120 km in südöstlicher Richtung. Das Klima ist gemäßigt bis warm; Regen (ca. 605 mm/Jahr) fällt hauptsächlich im Winterhalbjahr.

## Bevölkerungsentwicklung
| Jahr      | 1970 | 1981 | 1991 | 2001 | 2011 | 2021 |
| Einwohner | 518  | 348  | 312  | 269  | 234  | 182  |

## Sehenswürdigkeiten
- Reste des Marienklosters

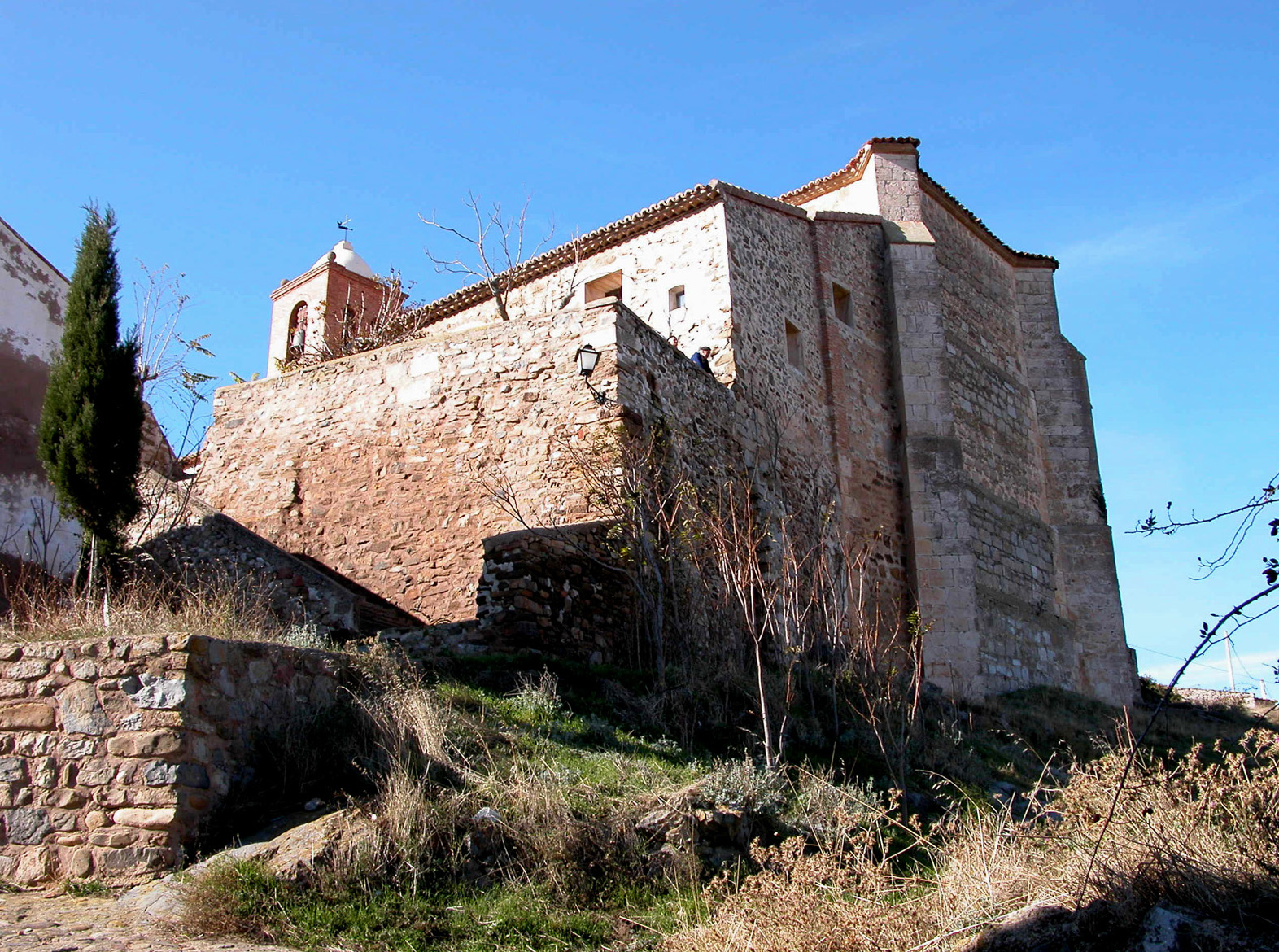
Marienkirche
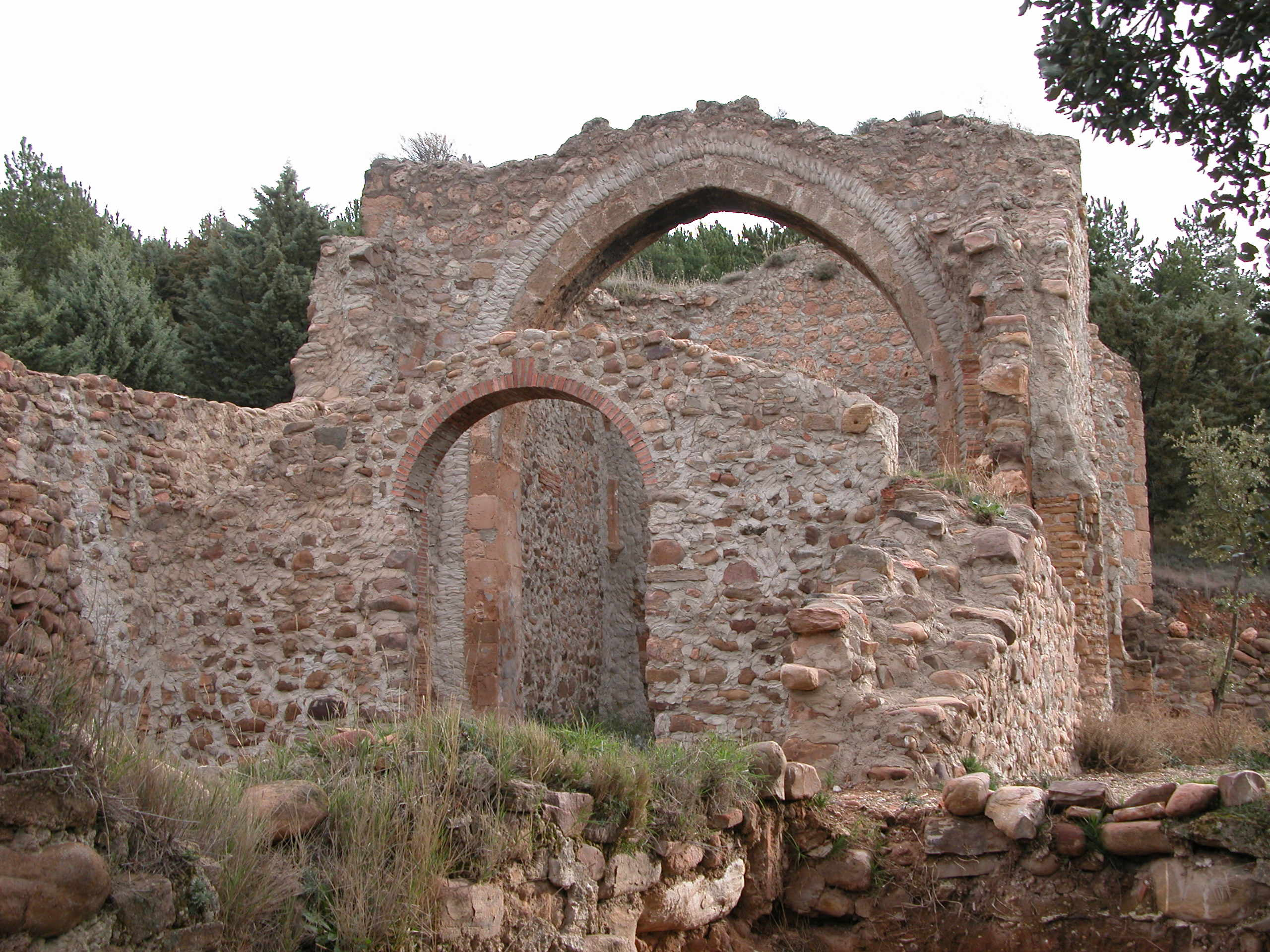
Ruine des Marienklosters
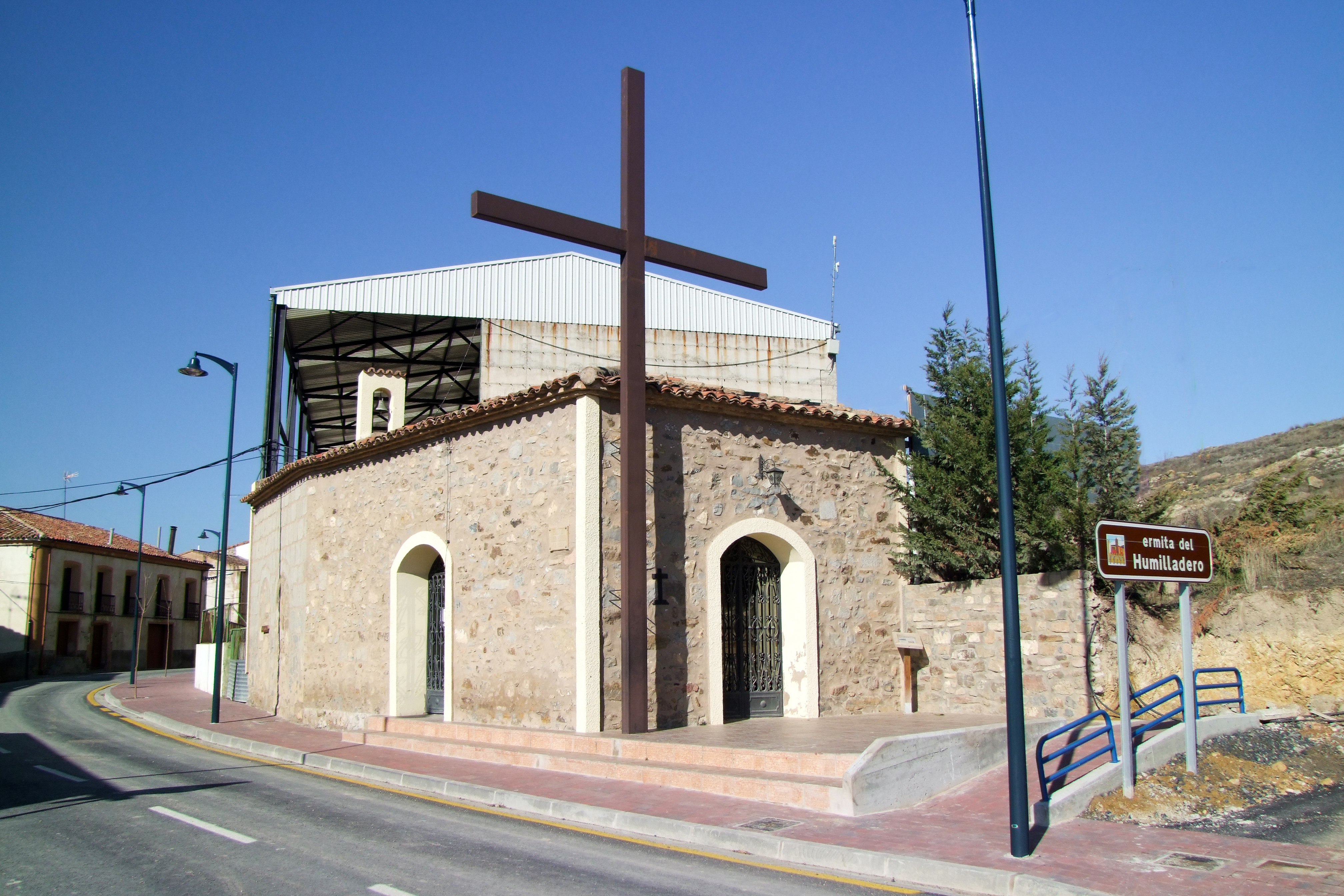
Christuskapelle

- Marienkirche
- Ruine des Marienklosters
- Christuskapelle